# Перренат серебра
Перренат серебра — неорганическое соединение, 
соль серебра и рениевой кислоты
с формулой AgReO4,
бесцветные (белые) кристаллы,
слабо растворяется в воде.

## Получение
- Добавление к водному раствору перрената натрия раствора нитрата серебра:

{\displaystyle {\mathsf {NaReO_{4}+AgNO_{3}\ {\xrightarrow {}}\ AgReO_{4}\downarrow +NaNO_{3}}}}

## Физические свойства
Перренат серебра образует бесцветные (белые) кристаллы
тетрагональной сингонии,
пространственная группа I 41/a,
параметры ячейки a = 0,5349 нм, c = 1,1916 нм, Z = 4.
Слабо растворяется в воде.